# Alessio Cocciolo
Alessio Cocciolo, né le 17 janvier 1985, est un joueur de pétanque italien.

## Clubs
Alession Cocciolo est membre du club de Fréjus [France]

## Palmarès

### Séniors

#### Championnats du Mond
Champion du monde
DOUBLETTE 2022 (avec diego rizzi)
Finaliste
- Doublette 2019 (avec Diego Rizzi) :  Équipe d'Italie[1]

Troisième
- Triplette 2012 (avec Fabio Dutto, Gianni Laigueglia et Diego Rizzi) :  Équipe d'Italie[2]
- Triplette 2021 (avec Diego Rizzi, Andréa Chiapello et Florian Cometto) :  Équipe d'Italie

#### Championnats d'Europe
Champion d'Europe
- Triplette 2019 (avec Diego Rizzi) :  Équipe d'Italie[3]

Finaliste
- Triplette 2017 (avec Fabio Dutto et Diego Rizzi) :  Équipe d'Italie[1]

Troisième
- Triplette 2013 (avec Gianni Laigueglia, Fabio Dutto et Diego Rizzi) :  Équipe d'Italie[1]

#### Championnats d'Italie
Champion d'Italie
Alessio Cocciolo a remporté 22 fois le championnat national italien de pétanque.

#### Trophée l'Équipe
Vainqueur
- Doublette 2019 (avec Diego Rizzi) :  Équipe d'Italie[5]
- Triplette 2019[1] (avec Diego Rizzi et Florian Cometto) :  Équipe d'Italie[6]